# 래리 행킨
로런스 앨런 행킨(영어: Lawrence Alan Hankin, 1937년 12월 7일~)은 미국의 배우, 각본가, 영화 프로듀서, 영상 편집자이다.

## 출연 작품

### 영화
- 버즈킬 (2010년)
- 알파벳 킬러 (2008년)
- 노벨 손 (2007년)
- 그릴드 (2006년)
- 게이시 (2003년)
- 노바디 노우스 애니씽! (2003년) - 블라인드 맨 역
- 조안 오브 아카디아 (2003년)
- 휴가 대소동 - 라스베가스 (1997년)
- 머니 토크 (1997년)
- 백만장자 빌리 (1995년)
- 리틀 디노 2 (1994년)
- 남자 그리고 여자 (1994년)
- 쉐도우 (1994년)
- 프렌즈 (1994년) - 미스터 헤클스 역
- 듀스 쿠페 (1992년)
- 두 건달 (1992년)
- 누드 탈출 (1992년)
- 애증의 여인 (1991년)
- 나 홀로 집에 (1990년) - 밸작 경사 역
- 귀여운 여인 (1990년)
- 결혼의 조건 (1988년)
- 신의 그림자 (1988년)
- 페이탈 뷰티 (1987년)
- 자동차 대소동 (1987년) - 두비 역
- 무장과 위험 (1986년)
- 랫보이 (1986년)
- 사랑에 눈뜰 때 (1985년)
- 스팅 2 (1983년)
- 이중 함정 (1983년)
- 애니 (1982년)
- 다이 래핑 (1980년)
- 알카트라즈 탈출 (1979년)
- 아들과 딸들 (1977년)
- 스틸야드 블루스 (1973년)
- 비바 맥스 (1969년)
- 나, 너 그리고 우리 (1968년)
- 유럽에서 생긴 일 (1968년)